# Bias (elektronik)
 For alternative betydninger, se Bias. (Se også artikler, som begynder med Bias)
Indenfor elektronik bruges betegnelsen bias bl.a. om en DC-forspænding, der har til formål at fastlægge et arbejdspunkt for en aktiv komponent, f.eks. baseforspændingen på en transistor eller gitterspændingen på et elektronrør.